# Мушин
Мушин (無心; Китайски език wúxīn; Английски превод "no-mindedness", на български език не-ум, без ум) е състояние на ума, в което се смята че влизат много добре обучени бойци по време на битка. Терминът е съкратен от mushin no shin (мушин но шин) (無心の心) дзен израз за ума на не-ума и също така се свързва със състояние на „не-ум“. Това е ум, който не е фиксиран или завладян от мисъл или емоция и по такъв начин е отворен за всичко.
Мушин се постига, когато умът на човека е свободен от мисли свързани с гняв, страх или его по време на битка или ежедневния си живот. Също така при мушин има липса на дискурсивно мислене и съждения, така че човекът е изцяло свободен да действа и реагира на опонента си без колебание или смущение от тези мисли. Оттук човек разчита не на това, което мисли че трябва да бъде следващия му ход, а на това как реагира естествено или какво чувства интуитивно.